# Maurice Thiéfaine
Ne pas confondre avec le chanteur Hubert-Félix Thiéfaine
Maurice Thiéfaine est un homme politique français né le 19 juin 1897 à Vervins, dans l'Aisne, et mort le 22 octobre 1981 à Nantes, en Loire-Atlantique.

## Biographie

### Famille
Il est le cadet des neuf enfants d'un ouvrier de filature et d'une lingère. Ses grands-pères étaient commis au bureau des hypothèques de Vervins et ouvrier. Après avoir fréquenté le collège d'Avesnes, il commence une carrière de comptable à la Compagnie du chemin de fer de Paris à Orléans. Il s'engage volontairement en 1915, lors de la Première Guerre mondiale. Blessé, il doit être amputé d'une jambe, au niveau de la cuisse.
Après à la guerre, en 1920, il s'installe dans la Loire-Inférieure. Il vit à Rezé, où il épouse Adrienne-Marie Crétin en 1920. Ils ont trois enfants, 1921, 1925 et 1929. En 1935, il devient dessinateur industriel, toujours pour le même employeur. Cette année-là, il divorce, et se remarie en 1936 avec Reine-Marie-Joseph Chevalier, également employée de la Compagnie du chemin de fer de Paris à Orléans, avec laquelle il n'aura pas d'enfants.

### Carrière politique
Devenu socialiste pendant la guerre, il est secrétaire de la section des mutilés et réformés de la section de la SFIO de Rezé. À partir de 1925, il collabore au journal Le travailleur de l'Ouest. Il est élu conseiller municipal de Rezé en 1929, et devient adjoint au maire. Le 1er mai 1932, il est battu par Armand Duez dans la 3e circonscription de Nantes, dans l'élection qui suit la mort d'Aristide Briand. En 1935, il est élu à Nantes et devient 6e adjoint au maire, chargé des travaux, de 1935 à 1941. À ce titre, il joue un rôle important dans la construction du palais du Champ de Mars et dans la création du cimetière du pont du Cens.
Il devient député SFIO de la Loire-Inférieure de 1936 à 1940 (XVe législature de la IIIe République), battant Armand Duez au second tour dans la 3e circonscription de Nantes. Il fait partie du groupe socialiste, est membre de la commission de l'administration communale et de celle des travaux publics et des transports. Il vote pour la loi sur la semaine de 40 heures, et vote les pleins pouvoirs constituants à Philippe Pétain le 1er juillet 1940.
Il occupe pendant une longue période le poste de secrétaire de la « section nantaise de la Fédération ouvrière et paysanne des anciens combattants et mutilés ». Il devient franc-maçon le 21 mars 1938 (loge Paix et Union Orient de Nantes).

### Décès
Il meurt le 22 octobre 1981 à Nantes et est enterré au cimetière de Savenay.

## Décorations
- Officier de la Légion d'honneur[3] ;
- Médaille militaire[2] ;
- Croix de guerre 1914-1918[5].

### Sources
- « Maurice Thiéfaine », dans le Dictionnaire des parlementaires français (1889-1940), sous la direction de Jean Jolly, PUF, 1960 [détail de l’édition].
- « Maurice Thiéfaine », sur Sycomore, base de données des députés de l'Assemblée nationale.
- Claude Kahn et Jean Landais, Nantes et le Front populaire, Ouest éditions et Université permanente de Nantes, 1997, 157 p. (ISBN 2-908261-75-8).
- François Naud (préf. Jean-Pierre Machelon, titre de couverture : Les parlementaires de Loire-Inférieure sous la Troisième République), Le personnel parlementaire élu par le département de Loire-Inférieure sous la Troisième République : 1871-1940, Mayenne, Éditions régionales de l'Ouest, 2009, 311 p. (ISBN 978-2-85554-136-5).